# 岩田光央
岩田 光央（いわた みつお、1967年7月31日 - ）は、日本の声優、俳優、歌手、ラジオパーソナリティ。埼玉県所沢市出身。青二プロダクション所属。

## 来歴

### キャリア

#### 俳優として
小学4年生の頃に「よい映画を見る会」という団体が企画した、埼玉県在住の小学生をメインキャストにした教育映画『あすも夕やけ』という作品に、通っていた小学校の代表としてオーディションに参加し、運良く準主役で受かり初出演を果たす。その映画には先生役で風間杜夫や、お母さん役で樹木希林が出演していたりと、教育映画にしてはかなり本格的な作品であった。夏休みいっぱいロケに参加し、雨の中で泥まみれになるシーンや、ケンカをするシーンがあったりと結構大変ではあったが、子供心にすごく楽しかったという。同作品には小学生が十数人ほど出演していたが、その出演者の中に劇団こまどりに所属していた当時子役だった熊谷誠二がおり、岩田がロケの間、事あるごとに熊谷に「面白いね、面白いね」と言っていると、熊谷から「じゃあ、うちの劇団に来れば？」と勧められる。それを機に、親に「半年くらい劇団に通わせてくれ」と頼み込む。
最初は反対されたものの、岩田の粘り強さにとうとう根負けし「そんなにやりたいなら、レッスンにも、仮に仕事が決まったとしても、親は一切ついていかない」という条件付きで許可を貰う。そして、小学5年生の5月14日に劇団こまどりに入団、表現の道へと入る。それ以前は特に役者志望だったというわけではなく、映画に興味があったり演技をしてみたいといったことはまったく考えていなかったため、現在までこの世界に居させてもらっているというのは不思議な感じがするとのこと。
劇団こまどりのレッスンは、鏡の前で喜怒哀楽の表現をするなど、一つひとつが新鮮で、2011年でも印象に残るほど楽しかったという。劇団こまどりに入団後1週間で、東京都製作の教育番組の小学生が水道施設に行きレポートするという企画で返事をするときに元気が良かったことからオーディションに合格する、という劇団最短記録を打ち立てた。その後も、樋口可南子のデビュー作の『こおろぎ橋』や『がしんたれ』などのテレビドラマに出演。『がしんたれ』の時は撮影が深夜2時まで続くこともあり、劇団から親に電話がいき父がしぶしぶ迎えに来てくれた。最初の約束があったため、電車があるうちは絶対に迎えに来ることはなく、レッスンや仕事帰りに電車の中で寝てしまい、終点まで行ってしまうこともあったが、家に電話をすると「まだ電車もあるし、帰って来られる時間だよね」と言われたこともあった。このことについては、「親はすごく勇気があったな」と語っている。かなり小さいうちから兄弟だけで長野県の祖父の家に行かされたりもしていたことから、自立心を養うということに重点を置いていたという。出演していたドラマドラマについても、観ているのか観ていないのか、一切何も言われなかったが、「ただでさえ目立つ仕事をしているんだから、普段の生活をきちんとしなさい」とよく言われたという。当時はとにかくお調子者で元気だけがとりえで、必ず通信簿に「落ち着きが足りません」と書かれるタイプであったという。
生徒役で出演した『1年B組新八先生』で人気者になり、放送当時は雑誌で特集が組まれたり、月にファンレターが1万通届くほどだったという。その一方、学校で先輩に呼び出されたりと怖い経験もしていた。そんな経験もあり、親に言われたように日常生活を大切にしようと、クラスの委員を引き受けたり、学校行事にも積極的に参加するようになったという。
中学2年生の時に「Checker's」というバンドを結成。ビートルズ、ヴァン・ヘイレン、イーグルス、ジャーニー、オフコースなどの幅広いジャンルのコピーバンドで、ボーカルを担当。スタジオ練習時のデモテープが一本のみ存在するが、現在所在は不明。埼玉県立所沢西高等学校出身者で、高校時代は美術部に所属していた。
職業としての役者を意識したのは高校3年生の時で「許されるのであれば役者を続けたい」と思ったが、当時自分でも「役者で食べていくことは相当難しいことだ」とはわかっていた。そこで、「役者を続けていくために手に職をつけよう」と、東洋美術学校造形科グラフィックデザインに進学。父が休日のたびにどこかに出かけていっては油絵で風景画を描いているような環境で育ったため、自身も絵を描くことが好きであったため、中高と6年間美術部に所属し、役者の次に自分のやりたいことや興味のあることを考えていた時に「だったら絵はどうだろう」と思った。その後、同美術学校を中退している。同美術学校ではグラフィックデザインを学び、デザイン事務所に就職し、25歳くらいまでデザイナーの仕事を続けていた。しかし役者のほうだけで食べていけるという手応えがあったため、表現の道1本に絞った。当時働いていたデザイン事務所の社長から「デザイナーか声優のどちらかを選べ」と言われていた時に、千葉繁に相談したのが、大きなターニングポイントだったと語る。あの時、もし相談相手が千葉でなかったらそのままデザイナーになっていたかもしれないといい、真っ先にお世話になっていた千葉に答えを求めたのが、岩田のセンスだったと語る。
自分では、好きな道を自分で選んで歩いてきたつもりだが、このことは父の影響が大きく、父は過去に東映に勤めていた時期もあったため、夏休みや冬休みに公開されていた『東映まんがまつり』は必ず観せられていた。そのほかにも、父自身が映画好きというのもあり、まだ発売されたばかりのビデオデッキを買い、テレビ放映されていた映画を録画しては観るというのを繰り返していた。初めての映画に出演して、「演技の勉強をしたい」と思うようになる以前から、無意識のうちにそういう環境に置かれていたことが、2011年時点の岩田を作っているのかもしれず、2011年時点で初めてそう思ったという。
18歳の時に冨永みーなが「舞台がやりたい」と言っていたため、冨永と矢尾一樹と小劇場出身の人物たちと岩田、その時の演出をしていた佐山泰三で後に劇団を結成することになり、19歳の時に劇団タイゾー倶楽部（のちの「遊牧民-NOMADE-」）を旗揚げをしていた。舞台は引き出し作りの勉強の場で、年に2回、多くて4回くらい芝居が入っていた。ほとんど芝居漬けの10年間であったが、1996年5月に劇団は解散し、1997年時点では芝居をやめてから寂しいという。
2011年時点では仕事のジャンルが完全に声優オンリーになっているが、顔出しのテレビドラマに出演したくないわけではなく、劇団こまどり退団後も、酒井法子主演のドラマ新銀河『帰ってきちゃった』で新聞記者役、テレビ時代劇『宝引の辰捕者帳』で下っ引き役を演じたりしていたが、そこまでで「縁が切れた」という感じであったという。

#### 声優として
小学生の時に『大草原の小さな家』で声優デビュー。高校生の頃に『キャプテン』や角川アニメ映画『時空の旅人』にも出演。
『風の谷のナウシカ』のオーディションに呼ばれてアスベル役を受けたが、最後の2人まで残ったもののアスベル役は松田洋治に決定し落選したという。また『テニスの王子様』のオーディションに5回呼ばれたが、5回とも落ちたと語っている。
高校時代で印象に残っているのはディズニー映画『ピーターパン』の吹き替えで、岩田自身は、ピーターパンを演じるとは思っていなかったため、オーディションに合格した時は驚いていた。最終オーディションはアメリカからディズニー社の人物が来日して行われたが、2011年時点では、何故岩田に決まったのかわからないという。
1988年アニメ映画版『AKIRA』のオーディションの話が来た時は『週刊ヤングマガジン』で原作漫画の『AKIRA』をリアルタイムで読んでいた。『気分はもう戦争』、『童夢』など大友克洋の作品は好きだったことから、「ひょっとしたらオーディションで原作者の大友さんに会えるかも」ぐらいの気持ちで受けていた。主人公・金田正太郎の役が決まったあとに驚いたのは、収録の前に「資料です」と分厚い絵コンテと台本が来たことで、「すごい!」と思いながら読みつつ、収録に臨んでいたという。金田正太郎は岩田の転機となった役となり、『AKIRA』の出演で、声優としての岩田のネームバリューは上がったが、当時所属していた劇団こまどりは声優に特化した事務所ではなかったため営業をしてもらえず、『AKIRA』でのキャリアは「淡々と1本映画をやった」という形だけだった。そのため、声優の仕事が増えず、数年間仕事が来なくて辛かったという。その後、『AKIRA』の音響監督だった明田川進が音響監督を務めたテレビアニメ『わがまま☆フェアリー ミルモでポン!シリーズ』ではインチョ役で出演した。
『ここはグリーン・ウッド』6巻（白泉社文庫版）の巻末解説で、声優活動初期には、声優として未熟だったためよく叱られたと語っている。また自分を一人前の声優として育ててくれたのは『ここはグリーン・ウッド』だったとも語っている。
テレビドラマの仕事と声優の両立はとても難しいため、岩田自身は、「声優として積み上げてきたものをいったん保留にしてドラマを選ぶのか、声優としての仕事だけに本気で向き合っていくのか」というジレンマを感じていた時期があった。結局は、職業としての声優を選んだが、心のどこかで「もう僕はドラマの世界では生きられない」という意識があったと語る。

#### その他の活動
2011年時点ではラジオの仕事も長く続いているが、初めてラジオ番組のパーソナリティをすることが決まった時、ディレクターが「岩田さんは声優として人気があるみたいですが、僕は岩田さんのことを知らない。いちパーソナリティとして接しますが、それでもいいですか」と言ってくれた。それがすごくうれしく、自分がパーソナリティをする以上、そういう本職の人物たちと対等にしていきたく、岩田を知らない一般人が、偶々チューニングをしてラジオを聴いて、「面白いな、また聴いてみたいな」と思ってくれたら最高だという。
2011年時点では様々なイベントでステージに立っているが、初めて『ネオロマンスシリーズ』のイベントに出演していた時は驚き、5000人もの観客の前に出るという経験は「人生でも一度か二度だろう」と思ったという。
「こんな簡単にステージに立っちゃっていいんだろうか」という思いはあったが、最初から精いっぱいの力で出演。結果としてそのイベントが何度も続くことになるが、「回数を重ねるごとに、もっと楽しませることができるんじゃないか、もっと力を出せるんじゃないか」という想いが強くなるという。
バンドやユニットで歌を歌っており、歌を歌う以上、本職の歌手たちと同じ土俵でしていきたいという。しかし岩田は歌手の人ほどの歌唱力はなく、「だったらパフォーマンスで補うしかない」という感じで、2011年時点では自分のもてるものすべてを使い、岩田を知らない一般人にも楽しんでくれるようなものを発信していきたと語る。2010年、イラストレーターのいしいのりえとユニット「カナタ」を結成し、朗読劇『あぶな絵、あぶり声』はシリーズ化している。

### 挑戦企画
1997年夏に、スーパーカブを駆り東京 - 大阪間をおよそ1週間かけて走破することに成功。さらに同年冬には自動車「岩田煮号」で、大阪を出発して北陸を経由し「爆ジル鍋」の食材探しの旅を行ったこともある。2004年12月17日 - 19日には、ラジオ番組で共演している鈴村健一とともに「野球盤54時間耐久試合」を行った。こちらの詳細は『岩田光央・鈴村健一 スウィートイグニッション』の項を参照。
2006年12月15日 - 17日には、鈴村健一とともに「岩田光央39歳の挑戦 東京〜大阪39ヶ所LIVE」を敢行。東京タワーを皮切りに、関東 - 東海 - 近畿へとところどころでライブを開催しつつ進み、大阪 京橋のIMPホール駐車場で最後の39ヶ所目ライブを開催しゴールした。その時に新曲「サンキュー」を熱唱。大盛況のうちに終了したが、16日の午前中は岩田光央本人が東京でアフレコの仕事が入っており、関東から東海にかけての数ヶ所においては鈴村が一人でライブを開催したことから「岩田光央と鈴村健一の挑戦」になったとの指摘もある。しかし本人は、鈴村と別ルートで単独ライブを3ヵ所で行っている。

### 現在まで
2013年、第7回声優アワードパーソナリティ賞を受賞。
2014年3月31日までは大沢事務所、2019年5月31日まではアクロス エンタテインメントに所属していた。2019年6月1日からは青二プロダクションに所属。

## 人物・エピソード
通称は「兄貴（アニキ）」。これは『ぼくのマリー』でマリの「兄」ひろし、『超兄貴ショー』で「イダテンのアニキ」を演じたことが由来である。
グラフィックデザイナーとして勤務していた時期があり、クリエイティブな作業に没頭することが好きである。時間に追われながらの作業は集中力と体力を疲弊することが多く、徹夜をすることもしばしばであった。朝になってから「もうこんな時間か」と疲れ果てて帰ることもあり大変であったが、過ぎてみれば「楽しかった」という達成感があったという。
声優の草尾毅とは同郷で中学校が一緒である（岩田の兄とは同級生）。
4人きょうだいの3番目であり、姉は岩田の持ち歌の『光の中で』の作者、妹は声優のAKIKO。息子は声優の岩田アンジ。姪（岩田の兄の娘）は、女優兼声優の岩田陽葵。従姉妹は歌手の高柳千野（CHINO、葉菜）である。
元妻は同じく声優の愛河里花子。1997年に発売したCD『話が違う』で愛河のことは伏せられるものの、結婚していることが公言されていた。2025年3月29日、自身のX（旧Twitter）を更新、愛河と連名の文書を投稿し離婚届を提出したことを報告した。

## 出演
太字はメインキャラクター。

### テレビアニメ
1983年
- キャプテン（浅間）

1986年
- 青春アニメ全集（作次）

1987年
- エスパー魔美（木村）

1990年
- 三丁目の夕日（星野六郎、岡本次郎 他）
- 美味しんぼ（上田）
- 魔法のエンジェルスイートミント（1990年 - 1991年、マロン、ロベール）

1993年
- 無責任艦長タイラー（コジロー少尉）

1994年
- D・N・A² 〜何処かで失くしたあいつのアイツ〜（染屋垣麿）

1996年
- 赤ちゃんと僕（藤井友也）
- こどものおもちゃ（田中先生、スージィ）

1997年
- ネクスト戦記EHRGEIZ（ジェイ・ストライカー）
- 勇者王ガオガイガー（1997年 - 2005年、マイク・サウンダース13世、スタリオン・ホワイト、ZX-12肋骨原種） - 2シリーズ

1998年
- ああっ女神さまっ 小っちゃいって事は便利だねっ（岩ちゃん、ガビラ）
- 頭文字D（1998年 - 2014年、武内樹） - 5シリーズ
- 時空探偵ゲンシクン（ゲラ）
- DTエイトロン（ガーフィ）
- 名探偵コナン（1998年 - 2022年、大谷薫、中西三郎、楠田陸道、板橋一八、司会、周藤豪貴、日塚順哉）

1999年
- おるちゅばんエビちゅ（マァくん）
- 週刊ストーリーランド（1999年 - 2001年、明石、島田、番犬、とど松）
- 天使になるもんっ!（ディスペル、ネクベト）
- トラブルチョコレート（ゴメンチャイ）
- パワーストーン（竜馬）
- ワイルドアームズ トワイライトヴェノム（アイザック）

2000年
- サクラ大戦TV（森田）
- 真・女神転生デビチル（2000年 - 2003年、フェンリル、ニーズホッグ、クドラク） - 2シリーズ
- STRANGE DAWN（ベレー）
- デジタル所さん（インディほか）
- ヴァンドレッド（2000年 - 2001年、ピョロ、島民A） - 2シリーズ
- BRIGADOON まりんとメラン（マイク・ホワイト、ポイクン、樺本達也）
- マシュランボー（ヘタレー）

2001年
- 仰天人間バトシーラー（シカトラ/トラオージャ）
- サイボーグ009 THE CYBORG SOLDIER（008 / ピュンマ）
- 地球防衛家族（早川哲也）
- ちっちゃな雪使いシュガー（ヴィンセント）
- PROJECT ARMS（ガウス・ゴール）

2002年
- おねがい☆ティーチャー（間雲漂介）
- ヒカルの碁（倉田厚）
- わがまま☆フェアリー ミルモでポン!シリーズ（インチョ）

2003年
- クレヨンしんちゃん（2003年 - 2025年、直次郎、セールスマン）
- コロッケ!（プリンプリン）
- ストラトス・フォー（佐古浩一郎）
- 冒険遊記プラスターワールド（パーマー）
- LAST EXILE（サム、ノックス、観測員）

2004年
- 犬夜叉（朱雀）
- せんせいのお時間（おやじ〈中村元〉）
- トランスフォーマー スーパーリンク（ロードバスター）
- ニニンがシノブ伝（ソドム）
- 光と水のダフネ（花岡勉）
- ブラック・ジャック（コング、弟子）
- BECK（田辺）

2005年
- アークエとガッチンポーてんこもり（宇宙人）
- ガン×ソード（ブッチ）
- 灼眼のシャナ（2005年 - 2012年、マルコシアス） - 3シリーズ
- JINKI:EXTEND（カリス）
- MÄR-メルヘヴン-（ジョン・ピーチ）

2006年
- ああっ女神さまっ それぞれの翼（ネズミ）
- 恋する天使アンジェリーク シリーズ（2006年 - 2007年、鋼の守護聖ゼフェル） - 2シリーズ
- ケロロ軍曹（ガキ大将星人）
- タマ&フレンズ 探せ!魔法のプニプニストーン
- D.Gray-man（アレイスター・クロウリーIII世）
- .hack//Roots（ネギ丸）
- 妖逆門（華院重馬）
- ふたりはプリキュア Splash Star（ドロドロン）
- ぷるるんっ!しずくちゃん（2006年 - 2008年、ヌマオ君） - 2シリーズ
- 妖怪人間ベム（インプ）

2007年
- 月面兎兵器ミーナ（加藤D）
- スカルマン（サークス03）
- ハヤテのごとく!（姫神茜）
- もえたん（親父、衛兵隊長、プロデューサーB）

2008年
- あたしンち（三郎）
- 狂乱家族日記（ミケランジェロ）
- ゲゲゲの鬼太郎（第5作）（くびれ鬼）

2009年
- アラド戦記〜スラップアップパーティー〜（ハルセン）
- 空中ブランコ（岩村義雄）
- シャングリ・ラ（カメ爺）

2010年
- 俺の妹がこんなに可愛いわけがない（2010年 - 2013年、こめっとくん） - 2シリーズ
- ケシカスくん（ケシカスくん）
- ぬらりひょんの孫（雲外鏡）
- パンティ&ストッキングwithガーターベルト（クレイジー・クレイジー・キャビー）
- メタルファイト ベイブレード 爆（ブラジルDJ）
- ONE PIECE（2010年 - 、エンポリオ・イワンコフ〈2代目〉、ガイラム） - 1シリーズ + 特別編2作

2011年
- デッドマン・ワンダーランド（死肉祭マスコット）
- トリコ（サニー）
- Dororonえん魔くん メ〜ラめら（けっとば〜し）
- 日常（兵士13番）
- よんでますよ、アザゼルさん。（セーヤ）

2012年
- クイーンズブレイド リベリオン（ベルフェ）

2013年
- キルラキル（袋田隆治）
- メガネブ!（田中アントニオ）

2014年
- 俺、ツインテールになります。（オウルギルティ）
- 繰繰れ! コックリさん（マスコット）
- SHIROBAKO（2014年 - 2015年、稲浪、富ヶ谷、MC男）
- デュエル・マスターズ VS（爆弾野郎）
- ヒーローバンク（茶所スルガ）
- 魔法少女大戦（トロ）
- ワールドトリガー（2014年 - 2021年、3バカ1号、当真勇） - 3シリーズ

2015年
- 温泉幼精ハコネちゃん（ハコネコ、乗客B）
- 聖剣使いの禁呪詠唱（親衛隊長）
- ドラゴンボール超（シャンパ、マジョラ、ジルコル）
- 夜ノヤッターマン（サンピー）

2016年
- 宇宙パトロールルル子（ケイジ）
- 斉木楠雄のΨ難（2016年 - 2018年、斉木國春） - 2シリーズ + 完結編
- 坂本ですが?（深瀬さん）
- 3月のライオン（安井学）
- タイムトラベル少女〜マリ・ワカと8人の科学者たち〜（瀬古田満男）
- Dimension W（ジョニー・ウォン）
- デジモンユニバース アプリモンスターズ（メッセモン）
- ナースウィッチ小麦ちゃんR（おえどん怪人）
- ばくおん!!（恩紗の父）
- ビッグオーダー（百鬼百太郎）

2017年
- 霊剣山 叡智への資格（世話役）
- タイガーマスクW（ザ・サボテン）
- 月がきれい（水野洋）
- 100%パスカル先生（デーモンパスカル / デーモンパスカルD、地獄皇帝パスカル、ネオデーモンパスカル / ネオデーモンパスカル・魔）
- スナックワールド（ジニーズA、ピーターパンパン、ミミック）
- デュエル・マスターズ（ケシカスくん）
- 魔法陣グルグル（デマ）
- キノの旅 -the Beautiful World- the Animated Series（父）

2018年
- 覇穹 封神演義（飛刀）
- 美男高校地球防衛部HAPPY KISS!（尾地井三太）
- あそびあそばせ（赤さん）
- あかねさす少女（ぬぬるす）
- 寄宿学校のジュリエット（クソリプおじさん）

2019年
- ポプテピピック（クトゥルフ / クトゥ夫、ウサギ〈第11話Bパート〉） - 1シリーズ + 特別編
- 川柳少女（雪白吉彦）
- 鬼滅の刃（うどん屋の店主）
- けだまのゴンじろー（オオブリタ）
- BEM（ヴィランB、感電男）
- おしりたんてい（2019年 - 2022年、トン・ワトン）
- キラッとプリ☆チャン（2019年 - 2020年、モシダ）

2020年
- ゲゲゲの鬼太郎（第6作）（さざえ鬼）
- グレイプニル（円）
- シャドウバース（2020年 - 2023年、田部丘マイセル） - 2シリーズ
- 呪術廻戦（2020年 - 2023年、伊地知潔高） - 2シリーズ
- ドラゴンクエスト ダイの大冒険 (2020)（2020年 - 2022年、ザボエラ）

2021年
- エビシー修業日記（ヤゴ男、カニ山さん、エビジィ）
- デジモンアドベンチャー:（メフィスモン）
- キングダム（2021年 - 2022年、バミュウ） - 2シリーズ
- EDENS ZERO（2021年 - 2023年、モスコ） - 2シリーズ
- ゲッターロボ アーク（伊賀利隊長、バジリスク将軍）
- デジモンゴーストゲーム（2021年 - 2023年、クロックモン）

2022年
- のりものまん モービルランドのカークン（ヘッダ）
- 惑星のさみだれ（リー＝ソレイユ）
- リコリス・リコイル（虎杖）
- 聖剣伝説 Legend of Mana -The Teardrop Crystal-（ザル魚君）
- 農民関連のスキルばっか上げてたら何故か強くなった。（ヴリトラ）

2023年
- 逃走中 グレートミッション（2023年 - 2024年、フォルト ヤング）
- 魔法使いの嫁 SEASON2（シメオン） - 2シリーズ
- ダークギャザリング（霊、脳幹霊）
- 死神坊ちゃんと黒メイド（2023年 - 2024年、フリー） - 2シリーズ

2024年
- 佐々木とピーちゃん（マルク）
- 歴史に残る悪女になるぞ（スミス・ネヴィル）
- 最凶の支援職【話術士】である俺は世界最強クランを従える（ミゲル）
- MFゴースト（樹）

2025年
- ウィッチウォッチ（猿渡、峰地先生）
- ざつ旅-That's Journey-（男性タレント、松尾芭蕉、おじいさん、受付のおじさん、店員 他）
- 阿波連さんははかれない season2（つぶたぬ）
- ずたぼろ令嬢は姉の元婚約者に溺愛される（グレゴール）
- ブサメンガチファイター（甲斐よしお）

### 劇場アニメ
1981年
- キャプテン（浅間）

1985年
- うる星やつら3 リメンバー・マイ・ラブ（マジシャンのルウ）

1986年
- 時空の旅人（長谷川真一）

1988年
- AKIRA（金田）

1996年
- PIPI とべないホタル（ユウ）

1998年
- とつぜん!ネコの国 バニパルウィット（ドウドウ）

1999年
- ザ☆ドラえもんズ おかしなお菓子なオカシナナ?（ニガニガ）

2001年
- 頭文字D Third Stage（武内イツキ）

2004年
- DEAD LEAVES（666）

2006年
- 劇場版 どうぶつの森（カッペイ）
- パプリカ（津村保志）
- 名探偵コナン 探偵たちの鎮魂歌（ホームレス・カズ）

2007年
- 劇場版 灼眼のシャナ（マルコシアス）

2008年
- 劇場版MAJOR メジャー 友情の一球（マックス）

2011年
- 豆富小僧（100番狸）

2012年
- クレヨンしんちゃん 嵐を呼ぶ!オラと宇宙のプリンセス（ウラナスビン）

2013年
- 劇場版 トリコ 美食神の超秘宝（サニー）

2015年
- 天才バカヴォン〜蘇るフランダースの犬〜（本官さん）

2016年
- 鷹の爪8 〜吉田くんのX（バッテン）ファイル〜（世界連邦捜査局長官）

2017年
- DCスーパーヒーローズ vs 鷹の爪団（ペンギン）

2019年
- プロメア（バーニッシュの老人）

2020年
- 劇場版 SHIROBAKO（稲浪良和）

2021年
- 劇場版 呪術廻戦 0（伊地知潔高）

2024年
- ヤマトよ永遠に REBEL3199(香坂芳郎)

### OVA
1986年
- アウトランダーズ（哲也）

1989年
- MEGAZONE23 III（アキラ）

1990年
- 天外魔境 自来也おぼろ変（自来也）
- ポストの中の明日（市川弘）
- 八神くんの家庭の事情（一ヶ谷一樹）

1991年
- ここはグリーン・ウッド（池田光流）

1993年
- お洒落小僧は花マルッ

1994年
- 同級生 夏の終わりに（諸岡わたる）

1995年
- 腐った教師の方程式（稲垣晃司）
- GOLDEN BOY さすらいのお勉強野郎（大江錦太郎）
- D・N・A² 〜何処かで失くしたあいつのアイツ〜（染屋垣麿）
- 無責任艦長タイラー（コジロー少尉）

1996年
- 同級生2（諸岡わたる）
- ぼくのマリー（雁狩ひろし）

1997年
- サクラ大戦 桜華絢爛（森田技師）

1999年
- メルティランサー The Animation（補佐官）

2000年
- 勇者王ガオガイガーFINAL（マイク・サウンダース13世、スタリオン・ホワイト）

2001年
- 頭文字D Extra Stage インパクトブルーの彼方に…（武内イツキ）

2002年
- 頭文字D BATTLE STAGE（武内イツキ）
- 高校鉄拳伝タフ（宮沢熹一）
- ナースウィッチ小麦ちゃんマジカルて（あかほりさとろ）
- Happy World!（井ノ頭薫）

2004年
- 頭文字D to the Next Stage 〜プロジェクトDへ向けて〜（武内イツキ）
- ストラトス・フォー（X シリーズ）（佐古浩一郎）
- .hack//G.U. TRILOGY（ネギ丸）
- Memories Off 3.5 想いでの彼方へ（田中一太郎）

2005年
- ストラトス・フォー アドヴァンス（佐古浩一郎）
- 戦闘妖精少女 たすけて! メイヴちゃん（フォゲッタ）
- トップをねらえ2!（ニコラ）
- 撲殺天使ドクロちゃん（敏感一郎）

2006年
- 灼眼のシャナSP「恋と温泉の校外学習!」（マルコシアス）
- ストラトス・フォー アドヴァンス 完結編（佐古浩一郎）

2007年
- 頭文字D BATTLE STAGE 2（武内イツキ）
- 東京マーブルチョコレート（ミニロバ、タクヤ、シンタ）
- 撲殺天使ドクロちゃん2（敏感一郎）

2008年
- 頭文字D Extra Stage 2（武内イツキ）

2009年
- 灼眼のシャナS（マルコシアス）

2010年
- よんでますよ、アザゼルさん。（セーヤ）

2012年
- スパイペンギン（ヌーヴォー）

### Webアニメ
- モンスターストライク（2015年、支配人）
- イナズマイレブン アウターコード（2017年、滝田あつし）
- 40周年だよ!! コロコロオールスター小学校（2017年、ケシカスくん）
- 斉木楠雄のΨ難 Ψ始動編（2019年、斉木國春）
- スーパードラゴンボールヒーローズ プロモーションアニメ（2020年、シャンパ）
- スプリガン（2022年、リトルボーイ）
- 悪魔くん（2023年、楽富）
- 怒りのオコリザル観察日記（2024年、オコリザル）
- BULLET/BULLET（2025年、交渉屋[初出 10]）

### ゲーム
1986年
- 消えたプリンセス（小林もんた）

1989年
- 天外魔境 ZIRIA（自来也、タヌキジライア）

1993年
- 天外魔境 風雲カブキ伝（自来也）

1995年
- アンジェリークSpecial（鋼の守護聖ゼフェル）
- 天外魔境 真伝（自来也）
- 天外魔境 電脳絡繰格闘伝（自来也）

1996年
- アンジェリークSpecial2（鋼の守護聖ゼフェル）

1997年
- 雷弩機兵ガイブレイブ（ケン）

1998年
- アンジェリーク デュエット（鋼の守護聖ゼフェル）
- アンジェリーク 天空の鎮魂歌（鋼の守護聖ゼフェル）
- エリーのアトリエ 〜ザールブルグの錬金術士2〜（オットー・ホルバイン）
- 火星物語（ミハエル、ワッシャー）
- ずっといっしょ（大森正晴）
- 雷弩機兵ガイブレイブ2（ケン）

1999年
- élan（レイ）
- いつか、重なりあう未来へ（サーク・バージェス）
- ザ・キング・オブ・ファイターズ'99EVO（霧島翔）
- ストリートファイターIII 3rd STRIKE -Fight for the Future-（ショーン）
- デバイスレイン（ジョーカー）
- トランスフォーマー ビーストウォーズメタルス 激突!ガンガンバトル（シルバーボルト）

2000年
- アンジェリーク トロワ（鋼の守護聖ゼフェル）
- ザ・キング・オブ・ファイターズ 2000（霧島翔）
- ブレイブサーガ2（マイクサウンダース13世、スタリオン・ホワイト）

2002年
- 想い出にかわる君 〜Memories Off〜（テンチョー〈田中一太郎〉）
- キングダム ハーツ（ピーターパン）
- ザ・キング・オブ・ファイターズ 2002（KUSANAGI）
- ヒカルの碁 平安幻想異聞録（倉田益隆）

2003年
- ANUBIS ZONE OF THE ENDERS（リック）
- アンジェリーク エトワール（鋼の守護聖ゼフェル）
- コロッケ!2 闇のバンクとバン女王（プリンプリン）
- コロッケ!3 グラニュー王国の謎（プリンプリン）
- ザ・キング・オブ・ファイターズ 2003（KUSANAGI）
- 天誅 参（機舞羅）

2004年
- キングダム ハーツ チェイン オブ メモリーズ（ピーターパン）
- コロッケ!4 バンクの森の守護神（プリンプリン）
- コロッケ! バン王の危機を救え（プリンプリン）
- コロッケ!Great 時空の冒険者（プリンプリン）
- ぼくとわたしの恋愛事情（イヴァン）

2005年
- CROSSWORLD〜見知らぬ空のエターティア〜（謎の占い師〈月歌の兄〉）
- コロッケ!DS 天空の勇者たち（プリンプリン）
- 新世紀勇者大戦
- 第3次スーパーロボット大戦α 終焉の銀河へ（マイク・サウンダース13世）
- TOUGH DARK FIGHT（宮沢熹一）

2006年
- 灼眼のシャナ（マルコシアス）
- 天外魔境 ZIRIA〜遥かなるジパング〜（自来也）
- .hack//G.U.（2006年 - 2007年、ネギ丸） - 3作品

2007年
- スーパーロボット大戦OG ORIGINAL GENERATIONS（カイル・ビーン）
- 悠久ノ桜（樋野克）

2008年
- ソニック ワールドアドベンチャー（SA-55）
- 「っポイ!」 ひと夏の経験!?（鷹丘虎雄）
- テイルズ オブ ヴェスペリア（イエガー）
- ユア・メモリーズオフ〜Girl's Style〜（2008年 - 2009年、テンチョー〈田中一太郎〉） - 2作品

2009年
- 暗闇の果てで君を待つ（桜葉克己）
- 電撃学園RPG Cross of Venus（マルコシアス）

2010年
- ケシカスくん バトルカスティバル（ケシカス / ブンボルグ / コゲカス）
- ソニック カラーズ（オーボット）
- .hack//Link（ネギ丸、セルバンテス、ゲランゴ）
- のーふぇいと! 〜only the power of will〜（志村政志）
- ONE PIECE ワンピーベリーマッチW（エンポリオ・イワンコフ）

2011年
- トリコ グルメサバイバル!（サニー）
- ONE PIECE アンリミテッドクルーズ スペシャル（エンポリオ・イワンコフ）
- ONE PIECE ギガントバトル! 2 新世界（エンポリオ・イワンコフ）

2012年
- トリコ グルメサバイバル!2（サニー）
- トリコ グルメモンスターズ!（サニー）
- ワンピース 海賊無双（2012年 - 2020年、エンポリオ・イワンコフ） - 4作品
- ワンピース ROMANCE DAWN 冒険の夜明け（エンポリオ・イワンコフ）

2013年
- トリコ グルメガバトル!（サニー）
- ソニック ロストワールド（オーボット）

2014年
- ONE PIECE 超グランドバトル! X（エンポリオ・イワンコフ）

2015年
- アンジェリーク ルトゥール（鋼の守護聖ゼフェル）
- スーパーロボット大戦BX（マイク・サウンダース13世）
- 第3次スーパーロボット大戦Z 天獄篇（ニコラス・バセロン）
- ROOT∞REXX（朝霧龍太郎）

2016年
- ゴッドオブハイスクール【神スク】（五十嵐竜次）
- ドラゴンボール ゼノバース2（シャンパ）
- ドラゴンボールヒーローズ / スーパードラゴンボールヒーローズ（シャンパ） - 2作品
- ドラゴンボールフュージョンズ（シャンパ）

2017年
- ソニック フォース（オーボット）

2018年
- ガールフレンド（仮）（2018年 - 2021年、悪パン男、悪泥棒）
- 妖怪ウォッチ ぷにぷに（ピーターパンパン）
- 斉木楠雄のΨ難 妄想暴走 Ψキックバトル（斉木國春）
- レゴ インクレディブル・ファミリー（シンドローム / バディ・パイン）
- CARAVAN STORIES（バロチチ）

2019年
- テイルズ オブ ヴェスペリア REMASTER（イエガー）
- スーパーロボット大戦T（マイク・サウンダース13世）
- スーパードラゴンボールヒーローズ ワールドミッション（シャンパ）
- チームソニックレーシング（オーボット）

2020年
- THE KING OF FIGHTERS for GIRLS（チョイ・ボンゲ）
- シャドウバース チャンピオンズバトル（田部丘マイセル）
- ドラゴンクエスト ダイの大冒険 クロスブレイド（ザボエラ）

2021年
- テイルズ オブ ザ レイズ（グラスティン、イエガー）
- 鬼滅の刃 ヒノカミ血風譚（豊）
- スーパーロボット大戦DD（マイク・サウンダース13世）
- ドラゴンクエストX 天星の英雄たち オンライン（カブ）

2022年
- TRANSFORMERS ALLIANCE（ダージ）
- 共闘ことばRPG コトダマン（伊地知潔高）
- ゼノブレイド3（ケイ）
- THE KING OF FIGHTERS ALLSTAR（KUSANAGI）
- 呪術廻戦 ファントムパレード（伊地知潔高）

2023年
- インフィニティ ストラッシュ ドラゴンクエスト ダイの大冒険（ザボエラ）

2024年
- 呪術廻戦 戦華双乱（伊地知潔高）
- ドラゴンボール Sparking! ZERO（シャンパ）

### ドラマCD
- イタズラなKiss（須藤先輩）
- ガートルードのレシピ（プッペン）
- 怪物王女 ドラマCD「放浪王女」（モ・グラ）
- KEY THE METAL IDOL RADIO PROGRAM #1「友だち」（高嶺春靖）
- 極道くん漫遊紀外伝〜生き血をすする聖女たち〜（ランス / ランシー）
- 極道くん漫遊記外伝1スペシャル 極道ナイトライブ（ランス / ランシー）
- ここはグリーン・ウッド（池田光流）
- スーパーロボット大戦 ORIGINAL GENERATION THE SOUND CINEMA Vol.2（カイル・ビーン）
- タイムクライシス（リチャード・ミラー）
- タクミくんシリーズ そして春風にささやいて（片倉利久）
- 超兄貴ショー（イダテン 他）
- 停電少女と羽蟲のオーケストラ 真夏ノ雪虫（雪虫）
- 天外魔境シリーズ
  - 天外魔境 映像的電子蓄音盤（OVA主題歌）
  - 天外魔境ヒストリー・パーフェクト・グラフィティー（OVA主題歌）
  - CDドラマ 天外魔境 (1) 風雲カブキ伝 アメリケン異聞 凱旋公開！カブキ伝顛末記（ジライア）
  - ドラマCD 天外飯店（ジライア）
- 電脳戦機バーチャロン CyberNet Rhapsody（タク）
- 電脳戦機バーチャロン COUNTERPOINT 009A（タク）
- Drama CD クロム・ブレイカー（クル蔵）
- ドラマCD ゲノム（パクマン）
- BASARA〜謀略の城〜（羽柴秀吉）
- 話が違う
- PON!とキマイラ 学園天国篇 お徳用サイズ（柚香隆盛）
- 勇者王ガオガイガーシリーズ（マイク・サウンダース13世）
  - スペシャルドラマ2 〜ロボット闇酷冒険記〜
  - スペシャルドラマ3 〜最強勇者美女軍団〜
- ライアー×ライアー（サスケ[95]）※コミックス4巻特装版付属CD
- ワイルドアームズ アドヴァンスド3rd オリジナルドラマ（シェイディ）

#### BLCD
- ANIMAL-X シリーズ（浅羽湊）
- エデンを遠く離れて シリーズ（川原正行）
- 腐った教師の方程式 シリーズ（稲垣晃司）
- なんでも屋ナンデモアリ シリーズ（森田寅次郎）
- 毎日晴天!シリーズ（帯刀丈）

### 吹き替え

#### 映画（吹き替え）
- エボリューション（ダニー）※日本テレビ版
- 恋のからさわぎ（マイケル〈デヴィッド・クラムホルツ〉）
- ゴーストバスターズ（ローワン・ノース〈ニール・ケイシー〉）
- コップ・ベイビー（ルーンチク）
- ジュラシック・ワールド（ロウリー・クルーザース〈ジェイク・ジョンソン〉[96]）※日本テレビ版
- スタンド・バイ・ミー（テディ〈コリー・フェルドマン〉）※フジテレビ版
- 小さな恋のメロディ（ダッズ〈クレイグ・マリオット〉）※LD版（2015年12月22日発売の新盤DVD/BD収録）
- ドニー・ダーコ2（ジェレミー〈ジャクソン・ラスボーン〉）
- トムとジェリー（不動産屋ネズミ[97]）
- ファイナル・デッドサーキット 3D（ハント）
- 魔法にかけられて（ピップ）
- モータル・コンバット（リュウ・カン〈ロビン・ショウ〉）※DVD・BD版

#### ドラマ
- サブリナ（ハービー〈ネイト・リチャート〉）
- 大草原の小さな家
- ミディアム5 霊能者アリソン・デュボア（ネイサン・ハンセッカー）
- 愉快なシーバー家（リッチー）

#### アニメ
- エイリにゃん（マックス）
- トランスフォーマーシリーズ
  - ビーストウォーズメタルス 超生命体トランスフォーマー（シルバーボルト）
  - CG版ビーストウォーズメタルス（シルバーボルト）
  - ビーストウォーズメタルス コンボイ大変身!（シルバーボルト）
  - 超生命体トランスフォーマー ビーストウォーズリターンズ（シルバーボルト / ジェットストーム）
  - トランスフォーマー アニメイテッド（レックガー[98]）
  - 超ロボット生命体 トランスフォーマー プライム（ハードシェル）
  - トランスフォーマー アーススパーク（ブリッツウェーブ[99]）
- ピーター・パン（ピーター・パン[100]）
- Mr.インクレディブル（バディ・パイン〈少年時代のシンドローム〉）
- LEGO ピクサー:ブリックトゥーンズ（シンドローム / バディ・パイン）

### テレビドラマ
- こおろぎ橋（1978年）
- 1年B組新八先生（1980年）佐古光
- 生きてん、母ちゃん（1981年5月7日）
- オサラバ坂に陽が昇る（1983年）
- かぐや姫とんで初体験!?（1985年7月1日）
- セーラー服反逆同盟 第1話（1986年）
- ドラマ23「典奴どすえ!」（1987年11月2日）
- 帰ってきちゃった（1993年）新聞記者
- 宝引の辰捕者帳（1995年）半次
- ここはグリーン・ウッド 〜青春男子寮日誌〜（2008年）ナレーション、18年前の緑林寮寮長 岩田
- 声ガール! 第4話（2018年）柳田（音響監督）[101]

### 映画
- あすも夕やけ（1977年）
- おれは男だ!完結編（1987年、松竹配給）岸田進（剣道部員）
- EAT&RUN（2001年）黒川、増田巡査
- Wonderful World（2010年）※DVDに収録されているスピンオフドラマにのみ出演

### 舞台・朗読劇
- The Back at 37℃
- はじめてのニッポンby佐久インターチェンジ
- SWEET 19 BLUES（2023年12月27・29日、RED°TOKYO TOWER SKY STADIUM） - BB 役[102]

### 実写
- 鈴村健一の挑戦!ちゃりんこ アーバンライナー (DVD) （2004年3月24日）
- SOUL IGNITION 岩田光央×鈴村健一 SWEET IGNITION FIRST LIVE (DVD)（2006年9月29日）
- スウィートイグニッション Thank You 39LIVE DX（2007年4月25日）
- スウィートイグニッションDX IWATE ふるさと Walker（2007年7月27日）
- スウィートイグニッションDX Domino DREAM MAKERS（2007年）
- ライブDVD『Vステ　Spring Live』（スウィートイグニッション・AN'S ALL STARS）（2008年7月27日）
- アニソン★カフェ ゆめが丘（tvk、ゲスト出演）
- Original Entertainment Paradise “おれパラ” ライブDVD
- 妄想ビーム
- 年忘れ番宣部長SP〜 今宵、私は宴会部長2009（AT-X） - 2009年12月20日、MC
- ドーリィ☆バラエティ HYPER ViSUADOLL MOVIE（第21回、第22回ゲスト）
- Kiramune Music Festival シリーズ（CONNECT名義）
  - Kiramune Music Festival 2009 Live DVD
  - Kiramune Music Festival 2010 Live DVD
  - Kiramune Music Festival 2012 Live DVD
  - Kiramune Music Festival 2013 Live DVD & Blu-ray

### 特撮
2009年
- 侍戦隊シンケンジャー（アヤカシ・ソギザライの声）

2011年
- 海賊戦隊ゴーカイジャー（ビバブーの声）

2015年
- 手裏剣戦隊ニンニンジャー（妖怪エンラエンラの声）

2016年
- 動物戦隊ジュウオウジャー（クバルの声）

2017年
- 帰ってきた動物戦隊ジュウオウジャー お命頂戴!地球王者決定戦（クバルの声）
- 劇場版 動物戦隊ジュウオウジャーVSニンニンジャー 未来からのメッセージ from スーパー戦隊（クバルの声）

2020年
- 魔進戦隊キラメイジャー（2020年 - 2021年、魔進ショベロー / イエローキラメイストーンの声） - 1シリーズ + 3作品

### ナレーション
- 関ジャニ∞の あとはご自由に→SUPER EIGHTの あとはご自由に（2022年5月10日 - 、フジテレビ）

### インターネットテレビ
- 2.5次元てれび（2.5次元てれびWebサイト内、2012年6月28日 - 2013年12月26日）

### ラジオ
※はインターネット配信。
- ここはグリーンウッド放送局（1993年、文化放送）
- ぼくのマリー（1995年、文化放送）
- 宮村優子の直球でいこう!（1996年 - 2000年、ラジオ大阪・ラジオ日本）
- 瞳と光央の爆発ラジオ（1996年 - 2001年、ラジオ日本・ラジオ大阪・KBC九州朝日放送）
- 岩田光央と???のVナビ（2001年、ラジオ大阪）
- 愛だ光央だ!ビタミンラジオ（2001年、文化放送）
- 豊嶋真千子・岩田光央 アスパラFUN!!（2001年 - 2003年、ラジオ大阪・文化放送・ラジオ日本）
- 岩田光央・鈴村健一 スウィートイグニッション（2003年 - 、ラジオ大阪）
- 中原麻衣・岩田光央のラジオネレイス（2004年、TE-A room※）
- 店長候補生 HYPER WAVE（アニスパ内番組）（2004年 - 2007年、文化放送・BSQR489※）
- DIEBUSTER WEB RADIO TOP! LESS（2005年 - 2007年、音泉※）
- アニメ店長!子安・岩田のVOICEきゃらびぃ（2006年 - 2009年、アニメイトTV※）
- 「ネオロマンス♥ライヴ HOT! 10 Count down Radio」（2006年 - 2007年、ランティスウェブラジオ※）
- 「ネオロマンス♥ライヴ HOT! 10 Count down Radio II Huu!」（2007年、ランティスウェブラジオ※）
- 岩田光央の超ラジ!（2008年 - 2010年、超!A&G+※）
- みつおとさわこのミルクとお砂糖は?（2014年 - 2015年、ListenRadio※）
- "回覧版"『もしも声優がいっぱい住んでいるマンションがあったら』（2014年 - 2015年、超!A&G+※）[106]
- 岩田光央と東内マリ子の新番組（2015年、ラジオ大阪）
- 光央とちマのラジオ・ルノアール（2015年 - 2017年、ラジオ大阪）
- 光央とMachicoのカフェ・ド・ボイス・ダイアリー（2015年 - 2016年、ListenRadio※→超!A&G+※）
- 宮村優子・岩田光央のおかわりできますか？（2019年 - 、ニコニコ生放送（ニコニコチャンネル）、ラジオクラウド※）

### ラジオドラマ
- 歌舞伎まるごとストーリー「あらすじえもん」キュウリが丘女学院NARUKAMI!（2019年8月9日、ハヤパー教頭、大占い師カメノセイメイ[107]） - NHK-FM

### CM
- アクセラ 雷弩機兵ガイブレイブ
- セガ シャイニング・ソウル
- 大和証券（本人出演）
- バルサン（本人出演）
- 日清 スパ王（本人出演）
- 森永ラムネ（本人出演）
- ソフトインワン
- 村田製作所
- ケンタッキーフライドチキン（ムシャムシャローサ篇）
- パイオニアLDC ビーストウォーズメタルス 超生命体トランスフォーマービデオCM（シルバーボルト）
- タカラ DXサウンドロボマイク＆バリバリーン（マイク・サウンダース13世）
- タカラトミー　ケシカスくん必消バトルカスネタ帳カードゲーム（ケシカス）
- 日立（自動車システム篇）
- アニ店特急 2008 夏のCM（ラジオCM） - 『岩田光央・鈴村健一 スウィートイグニッション』と同じキャストであり、同番組中のCMでも放送された。
  - 仮面ライダー電王 スウィートイグニッション イマジンらじお（ピンクラビットイマジン）
  - アニメ店長 スウィートイグニッション 店長候補生（覆面・山田聖徳：大宮店一日店長）
- DMM.com
- 日産
- NTTコミュニケーションズ
- NTTドコモ（ラジオCM）
- ポカリスエット
- スカパー
- ショウワノート ペンギンの問題・ケシカスくん文具シリーズCM（ケシカスくん）

### 玩具
- 魔進戦隊キラメイジャー 煌輝変身ブレス DXキラメイチェンジャー（2020年3月7日）
- 魔進戦隊キラメイジャー 最煌弓 DXキラフルゴーアロー（2020年10月3日）
- 魔進戦隊キラメイジャー キラメイチェンジャー -MEMORIAL EDITION-（2022年11月）

### その他コンテンツ
- おはスタ（ひきだしあけお、あき、あける、ボタコ、ケシカス）
- おはコロシアム→おはコロ→おはコロっす!（2006年 - 2011年、ケシカスくんの声）
- ケシて見のカスな! デュエル・マスターズ 夏の大召喚スペシャル（2010年、ケシカスくん）
- 謎解きはディナーのあとで オーディオブック（2017年、朗読）

## ディスコグラフィ

### シングル
|    | 発売日         | タイトル                                      | 品番       |
| -- | -------------- | --------------------------------------------- | ---------- |
| 1  | 1995年7月21日  | 恋をするなら                                  | VIDL-10679 |
| 2  | 1997年3月5日   | Goin' My Speedway                             | KEDH-1008  |
| 3  | 1998年9月23日  | オー・チンチン/おっぱいがいっぱい/SLAVE&QUEEN | VIDL-30357 |
| 4  | 2007年9月26日  | M                                             | LACM-4413  |
| 5  | 2007年10月24日 | S                                             | LACM-4428  |
| 6  | 2008年8月27日  | 官能ダンシング/トウメイグラス                 | LACM-4522  |
| 7  | 2010年10月27日 | フルーツマン                                  | LACM-4755  |
| 8  | 2011年7月27日  | ウェイクアップ ベイベェ ウェイクアップ!       | LACM-4835  |
| 9  | 2012年12月5日  | GO AHEAD!                                     | LACM-14039 |
| 10 | 2013年7月31日  | グラスホッパー                                | LACM-14119 |

### アルバム
|   | 発売日         | タイトル        | 品番       |
| - | -------------- | --------------- | ---------- |
| 1 | 1997年4月9日   | 話が違う        | VICL-859   |
| 2 | 1999年9月22日  | 気の毒          | VICL-60461 |
| 3 | 2003年4月25日  | ハイ テンション | KSCA-29171 |
| 4 | 2004年10月27日 | CHEER UP!       | KECH-1316  |
| 5 | 2007年2月7日   | CORE            | LHCA-5062  |
| 6 | 2009年5月27日  | グライダー      | LACA-5912  |

### キャラクターソング
- 頭文字D CD「ヴォーカル・バトル」/NIGHT FEVER（原曲・ユーロビート）
- トリコ キャラクターコレクションII、トリコ キャラクターソングス/あり得んほどビューティー

## ライブ

### ワンマンライブ
| 出演日        | タイトル                                | 会場               |
| ------------- | --------------------------------------- | ------------------ |
| 2016年2月14日 | 岩田光央 1stワンマンLIVE                | 原宿アストロホール |
| 2017年9月2日  | 岩田光央 デビュー40周年記念ワンマンLIVE | Shibuya eggman     |

### 合同ライブ
| 出演日        | タイトル                                     | 会場                    |
| ------------- | -------------------------------------------- | ----------------------- |
| 2005年8月14日 | The “GAMBARE” Live 〜元気になりに来い！〜    | 横浜BLITZ               |
| 2018年3月21日 | 野島健児・岩田光央 JOINT LIVE “Waving Flags” | 吉祥寺 STAR PINE'S CAFE |

## 書籍
- 『声優道〜死ぬまで声で食う極意〜』（中公新書ラクレ、2017年2月8日発売）ISBN 978-4-12-150576-7